# Islandsk Wikipedia
Islandsk Wikipedia (islandsk: Wikipedia á íslensku,  dansk: den islandsksprogede Wikipedia) er den islandsksprogede  version af det verdensomspændende encyklopædi-projekt Wikipedia. Siden blev startet 5. december 2003. Pr. 20. marts 2013 fandtes der 35.578 artikler på islandsk. Pr. torsdag den 27. marts 2025 har den islandsksprogede Wikipedia 59.935 artikler, 165 aktive bidragydere og 13 administratorer.